# Труновський район
Труновський район (рос. Труновский район) — адміністративна одиниця Ставропольського краю Російської Федерації.
Адміністративний центр — село Донське.

## Адміністративний поділ
До складу району входять 6 сільських поселень:
1. Безопасненська сільрада — село Безопасне
2. Донська сільрада — село Донське
3. Кіровська сільрада — селище ім. Кірова
4. Село Нова Кугульта
5. Село Подлєсне
6. Труновська сільрада — село Труновське